# Tengchong
Tengchong (腾冲市S, TéngchōngP) è una città-contea della Cina, situata nella provincia di Yunnan e amministrata dalla prefettura di Baoshan.